# Pinus squamata
Pinus squamata là một loài thực vật hạt trần trong họ Thông. Loài này được X.W.Li miêu tả khoa học đầu tiên năm 1992.